# Jacob Auch

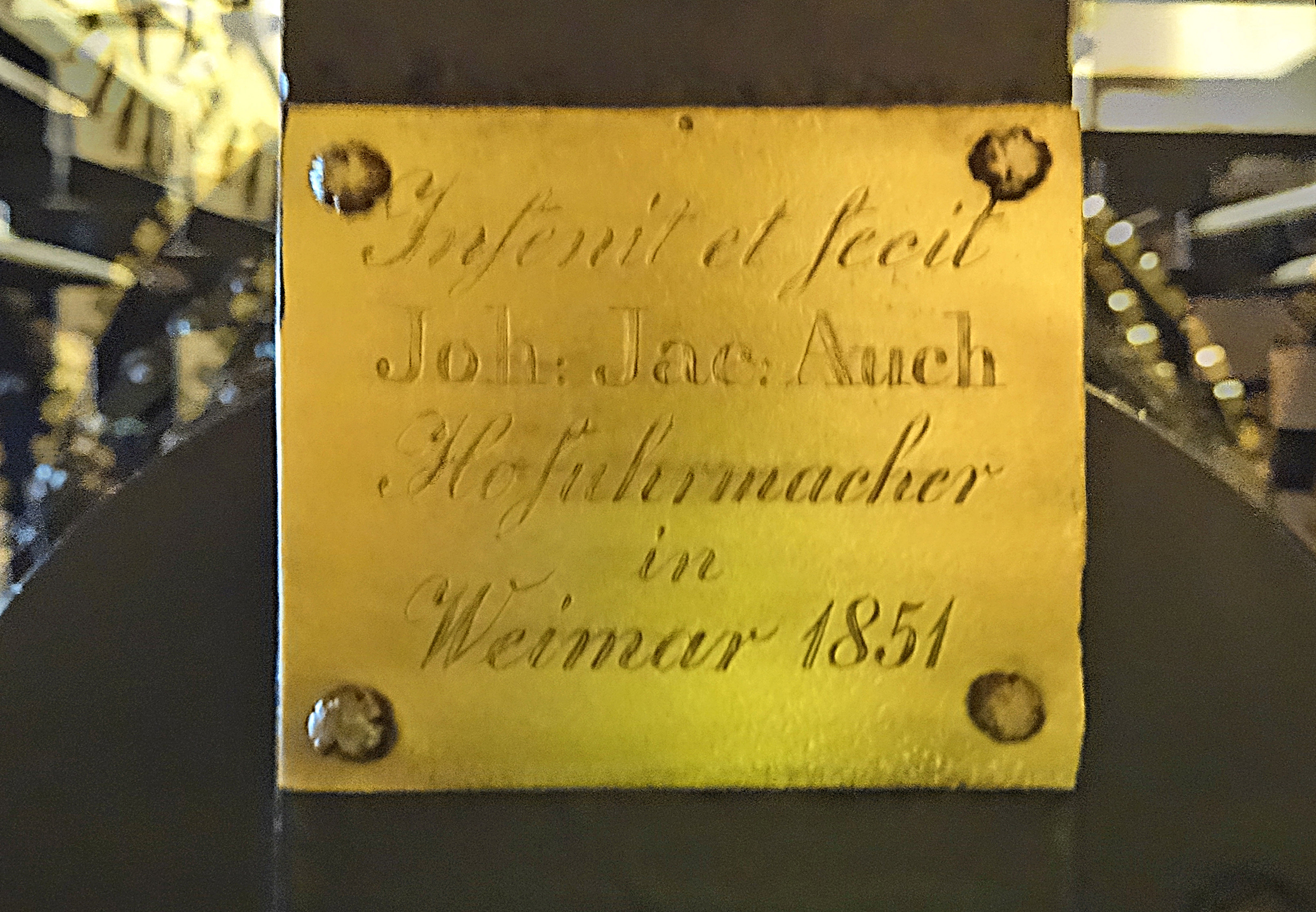
Firmenplakette auf dem Turmuhrwerk in St. Nicolai (Singen)

Jacob Auch (* 22. Februar 1765 in Echterdingen; † 20. März 1842 in Weimar) war ein deutscher Uhrmacher, Instrumentenbauer und  Konstrukteur von Rechenmaschinen.

## Leben

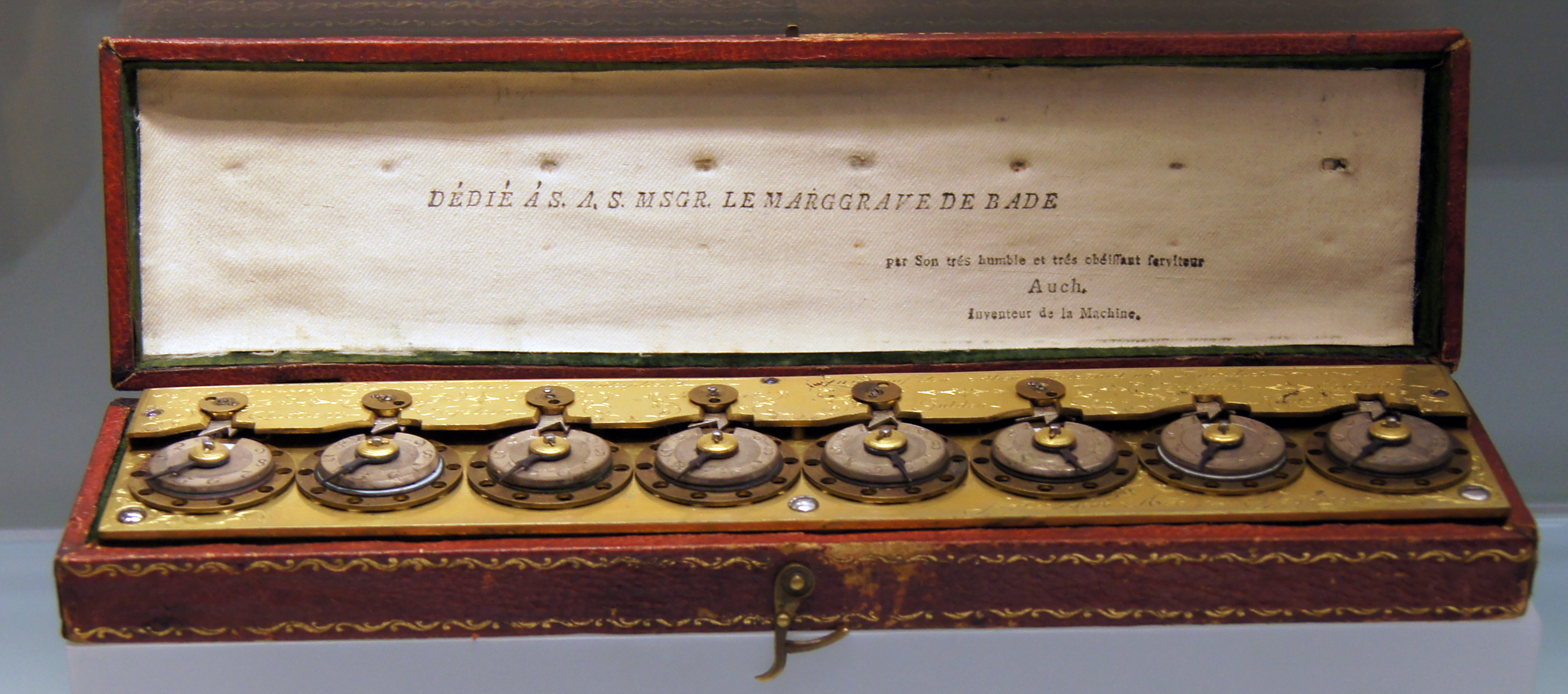
Rechenmaschine von Jacob Auch, um 1790, Landesmuseum Baden-Württemberg, Stuttgart

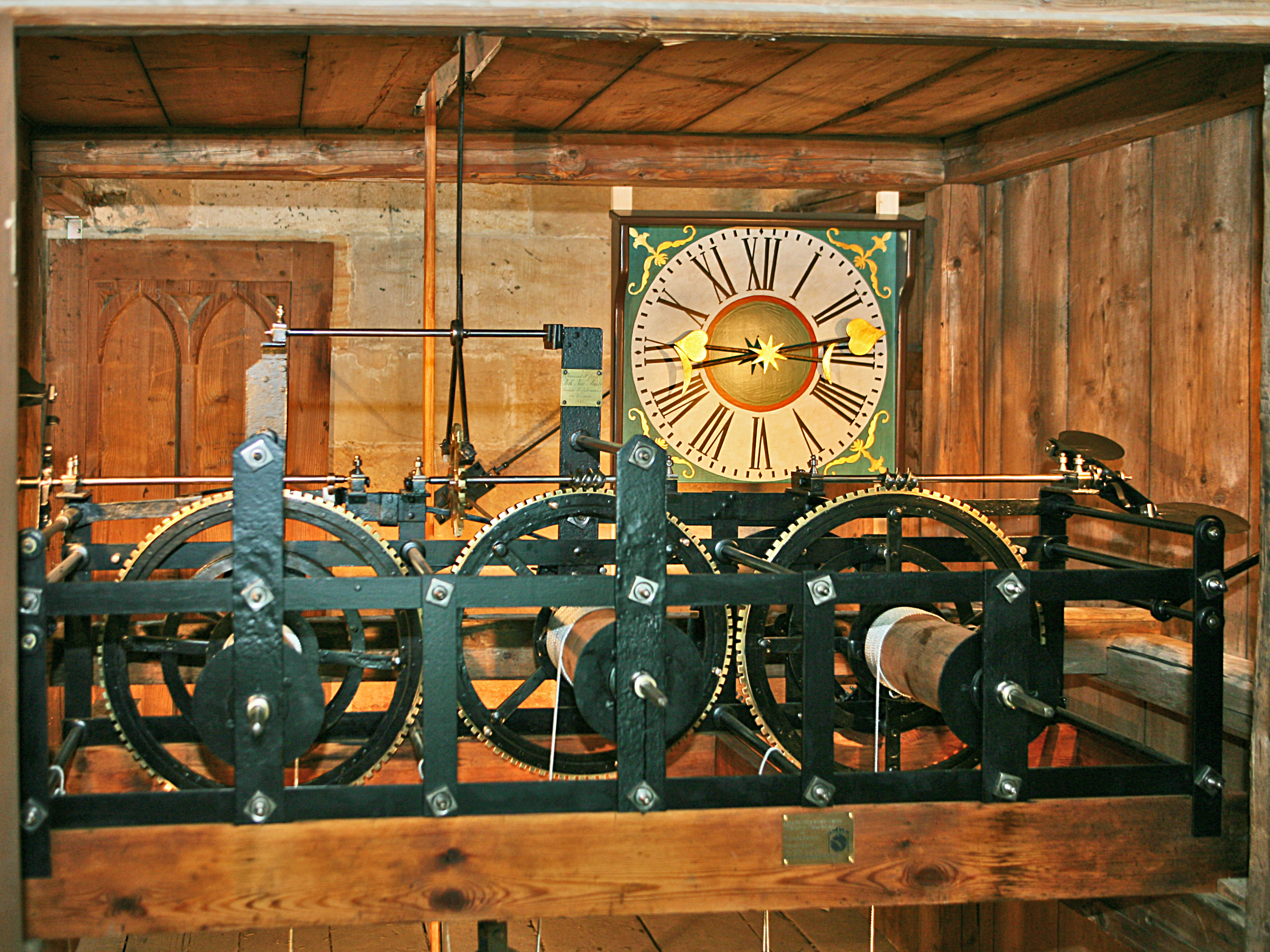
Turmuhrwerk im Erfurter Dom

Auch, der Sohn eines Bäckers,  war Lehrling bei dem berühmten Instrumentenbauer, Uhrmacher und Pfarrer Philipp Matthäus Hahn in Echterdingen und arbeitete in dessen Werkstatt. 1787 machte er sich mit einer eigenen Werkstatt in Vaihingen an der Enz selbständig und heiratete dort Eva Maria Wintermantel. In dieser Zeit baute er Instrumente (und restaurierte Kunstwerke) für den Professor für Physik und Mathematik in Karlsruhe Johann Lorenz Boeckmann. 1798 wurde er Hofuhrmacher und Hofmechaniker des Herzogs von Weimar. Dort baute er Instrumente für den Astronomen Franz Xaver von Zach auf der Seeberg-Sternwarte. Er baute auch ein Teleskop und andere Gerätschaften für Goethe.
Er schrieb zwei Bücher über die Kunst des Uhrenmachens.
Er baute neben Uhren (unter anderem astronomische Taschenuhren nach dem Vorbild von Hahn) auch Rechenmaschinen. 1790 baute er in Vaihingen Addiermaschinen, von denen zwei erhalten sind (Mathematisch-Physikalischer Salon in Dresden, Landesmuseum Württemberg in Stuttgart). Die Maschine in Stuttgart hat acht Zeiger und ist für Rechnen mit Kreuzer und Gulden ausgelegt. Die Maschinen sind wahrscheinlich von seiner Zeit bei Hahn inspiriert, folgen aber einem völlig anderen Entwurf. Ein Nachbau steht im Arithmeum in Bonn.
Ab 1821 führte sein Sohn Johann Jacob Auch (1789–1885) mit ihm die Werkstatt in Weimar. Werke von ihm finden sich unter anderem im Erfurter Dom, im Greußener Rathaus, in St. Nicolai (Singen) und St. Crucis (Schernberg).

## Schriften
- Taschenbuch für Uhrenbesitzer, Weimar 1806
- Handbuch der Landuhrmacher, Weimar 1827 (Digitalisat) – viele Nachdrucke